# يوم مدينة موسكو
يوم مدينة موسكو (بالروسية: День города Москвы، بالحروف اللاتينية: Den' goroda Moskvy) هو يوم عطلة على مستوى المدينة يقام في موسكو. يتم الاحتفال به في يوم السبت الأول أو الثاني من شهر سبتمبر. يتضمن الاحتفال فعاليات ثقافية مجانية واستعراضًا وألعابًا نارية مسائية. أقيم يوم المدينة الأول في عام 1847 للاحتفال بالذكرى السبعمائة لتأسيس موسكو.

## تاريخ
أقيم يوم المدينة الأول في الأول من يناير عام 1847، احتفالاً بالذكرى السبعمائة لتأسيس موسكو. وفي نهاية الصلاة التي أقيمت في دير تشودوف، دقت أجراس برج الأجراس لإيفان الأكبر. احتفلت المدينة بالذكرى الـ 800 لتأسيسها في عام 1947، وهذه المرة خلال الحكم السوفييتي. وفقًا لتفويض من مجلس السوفيت الأعلى للاتحاد السوفيتي، مُنحت ميدالية خاصة لحوالي 1.7 مليون مواطن سوفيتي. في عام 1997، احتفال بالذكرى 850 لموسكو. قدم يوم موسكو كحدث سنوي في عام 1986 من قبل الرئيس المستقبلي بوريس يلتسن، الذي شغل منصب أمين لجنة مدينة موسكو في ذلك الوقت.

## احتفالات
يتم إقامة حوالي 1000 فعالية ونشاط مختلف خلال العطلة، بما في ذلك المسيرات والمعارض والترفيه في الشوارع والمسابقات الرياضية وحفلات الموسيقى الحية. 67 متحفًا في موسكو تقدم الدخول مجانًا. يتم تنظيم أكثر من 170 جولة مجانية للمشي والدراجات.

### موكب
تبدأ الاحتفالات بموكب على طول شارع تفرسكايا وتنتهي في الكرملين.

### حفلات
تقام الحفلات المسائية عادةً في مناطق واسعة مثل الميدان الأحمر وساحة الكاتدرائية، وساحة مانيجنايا. تقام أيضًا حفلات الموسيقى الكلاسيكية في حدائق المدينة مثل كولومنسكوي وتساريتسينو وسوكولنيكي. تستضيف البطريرك برك سنويًا حفلًا موسيقيًا فريدًا على الماء. تتراوح الحفلات الموسيقية من الفنانين المستقلين الصاعدين إلى فناني الأداء العالميين وفرق الأوركسترا الكلاسيكية الحضرية.

### حدث جماعي
يقام حدث جماهيري تقليدي في ملعب لوجنيكي في منطقة خاموفنيكي. يتضمن الحدث جولات ترفيهية وألعاب ومسابقات. تتميز المنصة الرئيسية المقابلة للمدخل المركزي بمغنيين مشهورين، في حين يوفر موقف السيارات بجوار مجمع الرياضة الجنوبي مكانًا لحفل موسيقى الراب.

### آخر
بسبب جائحة كوفيد-19 في روسيا، قلصت احتفالات عام 2020 إلى حفل فردي حضره الرئيس بوتين في قاعة حفلات زاريادي بارك.

## صالة عرض

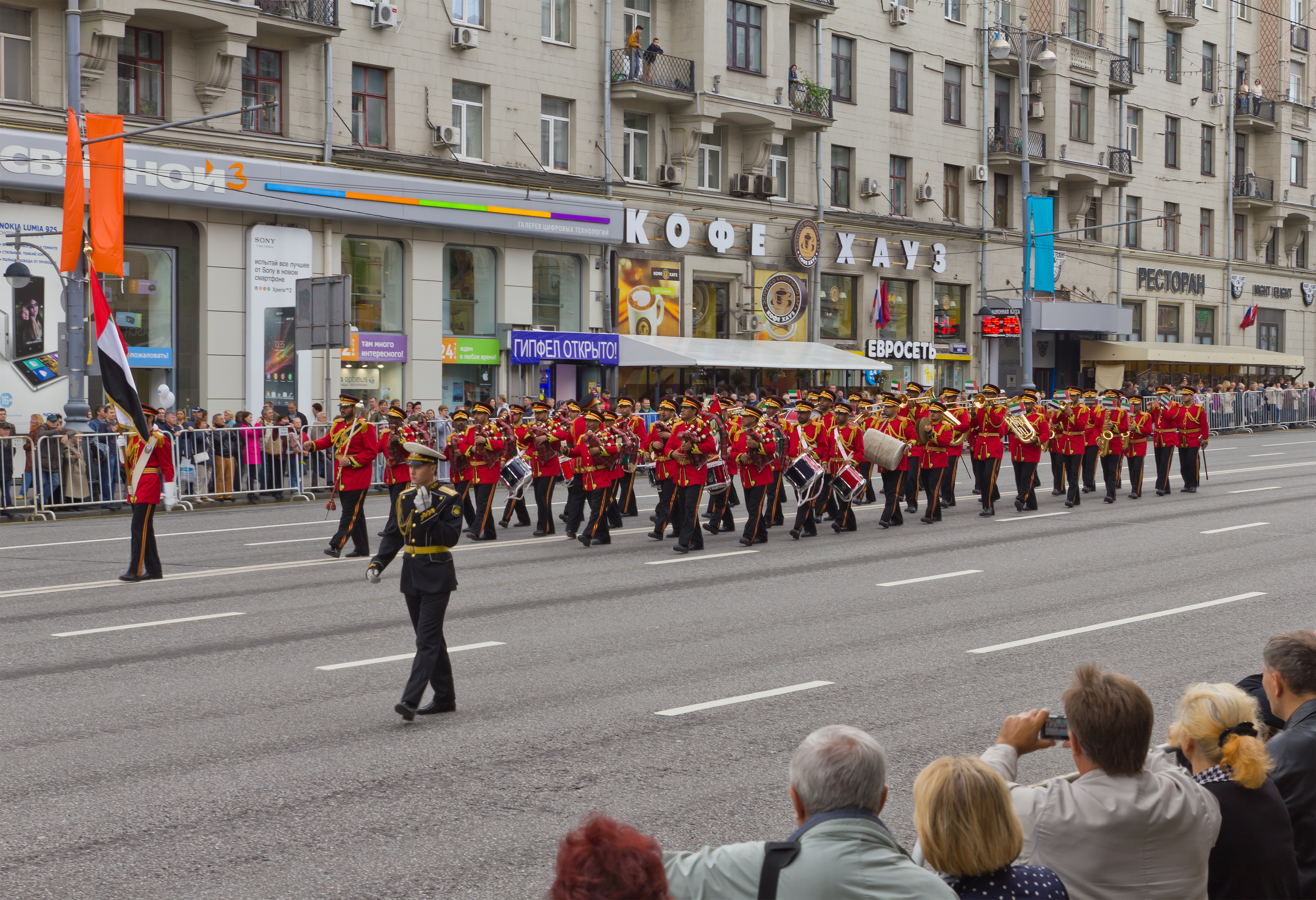
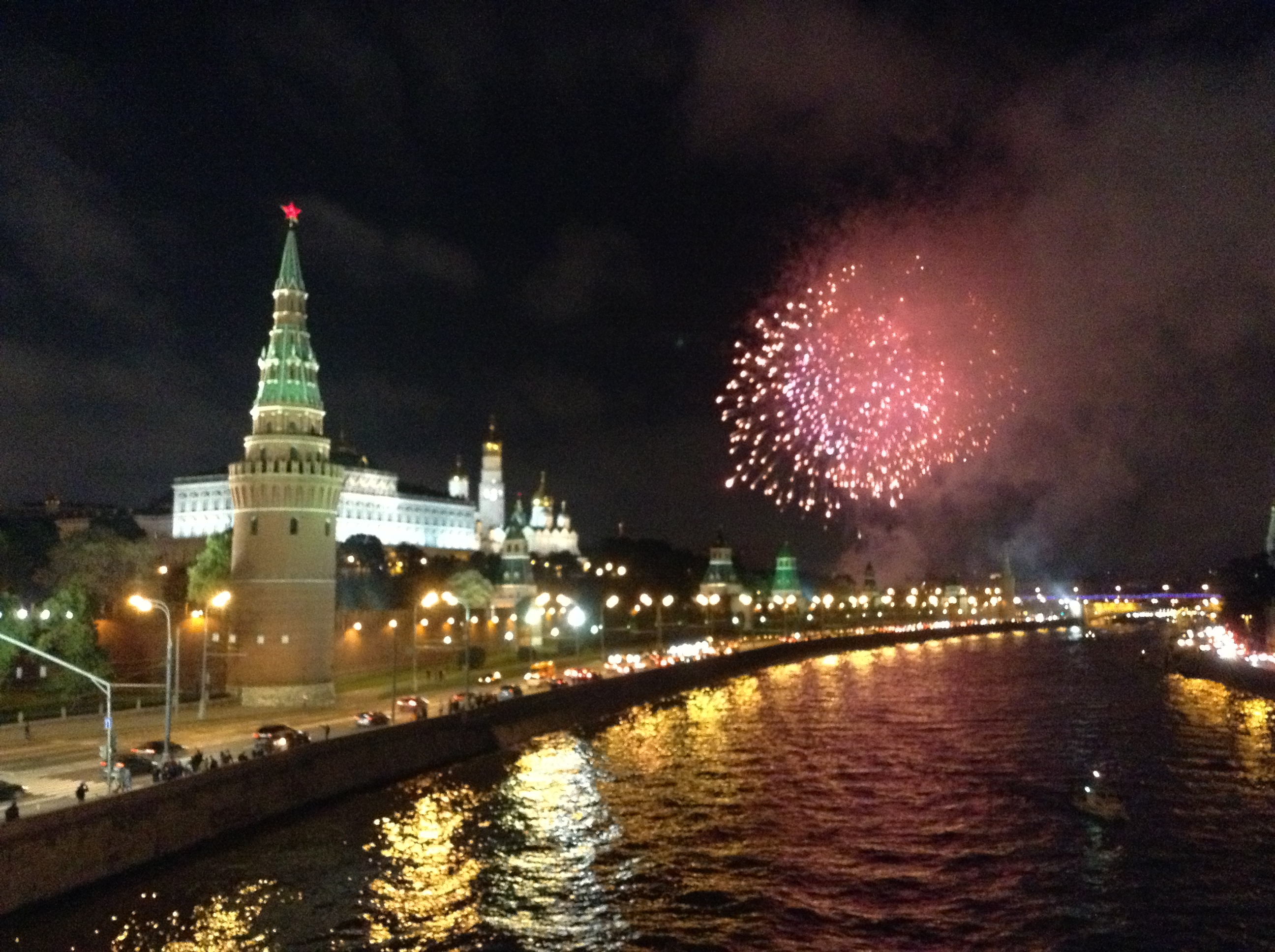
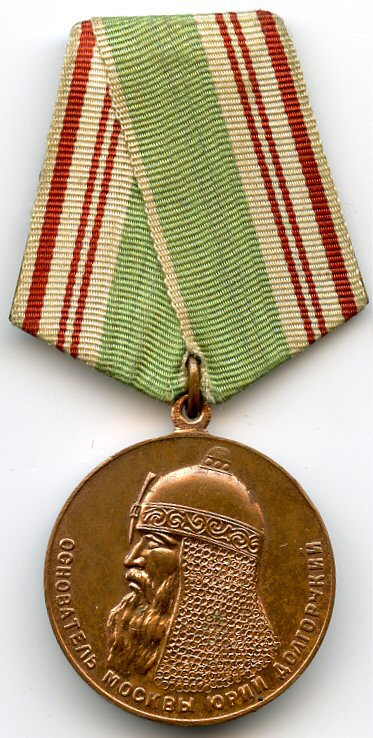
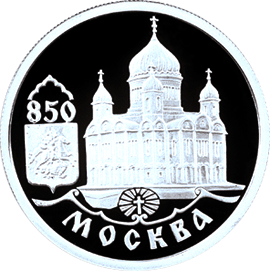
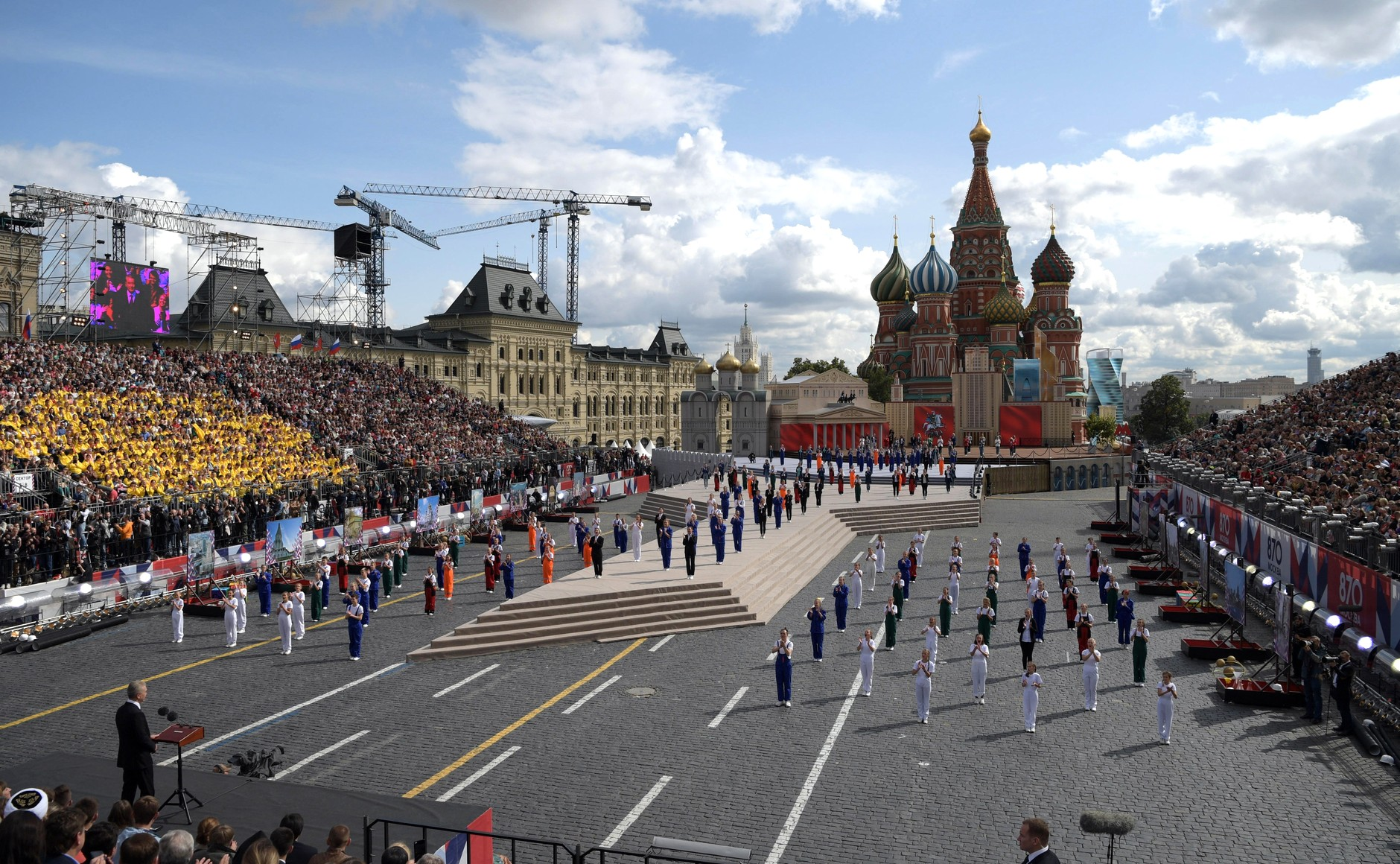